# نقل نووي

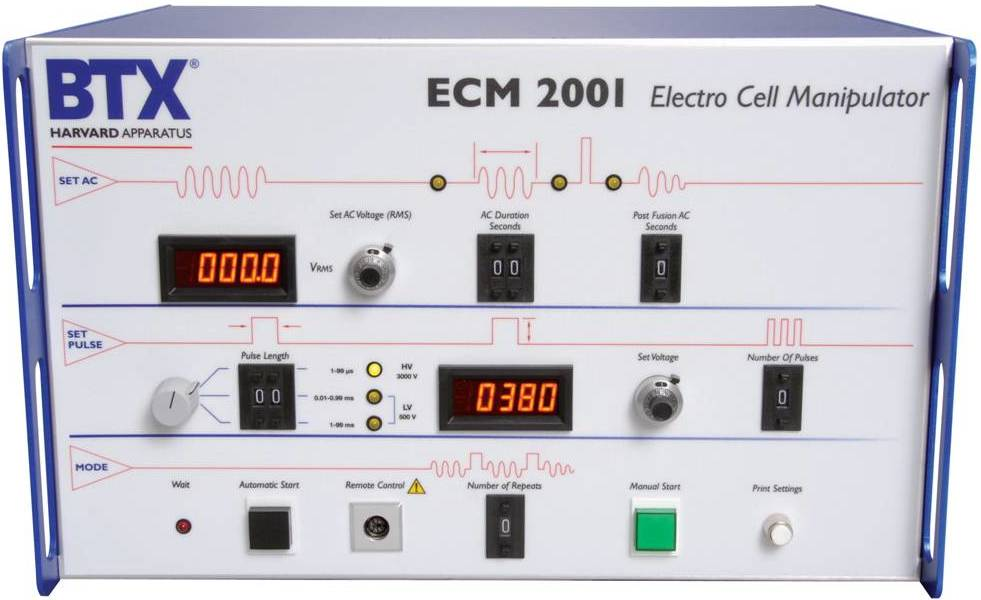

النقل النووي يُعد شكلاً من أشكال الاستنساخ. وتشمل خطوات الاستنساخ إزالة الحمض النووي الريبوزي منقوص الأكسجين (DNA) من الخلية البيضية (البويضة غير المُخصبة)، وحقن النواة التي تحتوي على الحمض النووي الريبوزي منقوص الأكسجين المُراد استنساخه. وفي حالات نادرة، ستنقسم الخلية المُركَّبة حديثًا بصورةٍ طبيعيةٍ، وتنسخ الحمض النووي الريبوزي منقوص الأكسجين الجديد أثناء بقائه في حالة متعددة الإمكانات. وإذا تم وضع الخلايا المستنسخة في رحم أنثى ثديية، يتطور الكائن الحي المستنسخ لكي ينضج في حالاتٍ نادرة. وهذه هي الطريقة التي تم بها استنساخ النعجة دولي والعديد من الأنواع الأخرى. وقد تم استنساخ الأبقار عمومًا من أجل اختيار تلك التي تُنتج إنتاجًا أفضل من الحليب.
بالرغم من ذلك، دفعت الكفاءة المنخفضة لهذه التقنية بعض الباحثين، لا سيما إيان ويلموت مُبتكر النعجة دولي المُستنسخة، إلى التخلي عنها.

## الأدوات والكواشف الكيميائية
يُعد النقل النووي عمليةً دقيقةً وهذه هي العقبة الرئيسية في تطوير تقنية الاستنساخ.  والمواد المُستخدمة في هذه العملية هي مجهر وممص قابض (أداة خوائية صغيرة) لحفظ الخلية البيضية في مكانها، وممص صغير جدًا (إبرة بدقة سُمك الشعرة) قادر على استخراج نواة الخلية باستخدام أداة خوائية. وبالنسبة لبعض الأنواع مثل الفأر، يتم استخدام مثقب لاختراق الطبقات الخارجية للخلية البيضية.
وتُستخدم الكواشف الكيميائية المختلفة لزيادة كفاءة الاستنساخ. وتُستخدم مثبطات الأنابيب الدقيقة، مثل نوكودازول، لاحتجاز الخلية البيضية في الطور الفتيلي، الذي خلاله يذوب غشاؤها النووي. وتُستخدم المواد الكيميائية أيضًا لتحفيز تنشيط الخلية البيضية. وعند تطبيقها، يذوب الغشاء تمامًا.

## نقل نواة الخلية الجسدية
ينطوي نقل نواة الخلية الجسدية (SCNT) أو الاستنساخ العلاجي على نواة خلية البويضة غير المُخصبة، ويستبدلها بمادةٍ من نواة «الخلية الجسدية» (خلية جلدية أو قلبية أو عصبية، على سبيل المثال)، ويُحفز هذه الخلية لكي تبدأ في الانقسام. وبمجرد بدء الخلية في الانقسام، فإنه يمكن استخراج الخلايا الجذعية بعد 5-6 أيام واستخدامها للبحث. ويدعم مركز آن أروندل الطبي (AAMC) البحث المستمر في الاستنساخ العلاجي، وقد أيَّدَ التشريع الذي من شأنه السماح بازدهار مثل هذه الأبحاث.

## إعادة البرمجة
تكون إعادة البرمجة الجينومية هي العملية البيولوجية الرئيسية المتسببة في النقل النووي. وتكون عوامل إعادة البرمجة مجهولة الهوية الموجودة في الخلية البيضية حاليًا قادرةً على الشروع في سلسلة من الأحداث التي يمكنها إعادة ضبط الخلية الناضجة المتخصصة وإعادتها مرة أخرى إلى حالة جنينية غير متمايزة. ومن المُعتقد أن تكون هذه العوامل في الأساس هي بروتينات النواة.